# Melouromyia
Melouromyia is een vliegengeslacht uit de familie van de roofvliegen (Asilidae).

## Soorten
- M. diaphorus Londt, 2002
- M. natalensis (Ricardo, 1919)